# Сант-Еузаніо-Форконезе
Сант-Еузаніо-Форконезе (італ. Sant'Eusanio Forconese) — муніципалітет в Італії, у регіоні Абруццо, провінція Л'Аквіла.
Сант-Еузаніо-Форконезе розташований на відстані близько 100 км на північний схід від Рима, 14 км на південний схід від Л'Акуїли.
Населення — 403 особи (2014).
Щорічний фестиваль відбувається 9 липня. 

## Демографія
Населення за роками:

Станом на 1 січня 2023 року в муніципалітеті офіційно проживало 9 іноземців з 5 країн, серед них 3 громадяни країн Євросоюзу.

## Сусідні муніципалітети
- Фосса
- Окре
- Поджо-Піченце
- Рокка-ді-Меццо
- Сан-Деметріо-не-Вестіні
- Вілла-Сант'Анджело